# The Interns
The Interns (bra Viver, Amar, Sofrer..., ou Redemoinho de Paixões, ou ainda Viver, Amar e Sofrer) é um filme estadunidense de 1962, do gênero drama, dirigido por David Swift, com roteiro dele e de Walter Newman baseado no romance The Interns, de Richard Frede.

## Sinopse
As experiências amorosas, emocionais e profissionais de médicos recém-formados num grande hospital.

## Elenco
- Michael Callan ....... dr. Alec Considine
- Cliff Robertson ....... dr. John Paul Otis
- James MacArthur ....... dr. Lew Worship
- Nick Adams ....... dr. Sid Lackland
- Suzy Parker ....... Lisa Cardigan
- Haya Harareet ....... dr. Madolyn Bruckner
- Anne Helm ....... Mildred
- Stefanie Powers ....... enfermeira Gloria Mead
- Buddy Ebsen ....... dr. Sidney Wohl
- Telly Savalas ....... dr. Dominic Riccio
- Katharine Bard ....... enfermeira Vicky Flynn
- Kaye Stevens ....... enfermeira Didi Loomis
- Gregory Morton ....... dr. Hugo Granchard
- Angela Clarke ....... Mrs. Emma Auer
- Connie Gilchrist ....... enfermeira Connie Dean